# Jamaica en los Juegos Olímpicos de la Juventud 2018
Jamaica compitió en los Juegos Olímpicos de la Juventud 2018 en Buenos Aires, Argentina desde el 6 de octubre al 18 de octubre de 2018.

## Medallas
|       | Medalla de oro | Medalla de plata | Medalla de bronce | Total |
| ----- | -------------- | ---------------- | ----------------- | ----- |
| TOTAL | 0              | 1                | 1                 | 2     |

## Medallistas
El equipo olímpico de Jamaica obtuvo la siguiente medalla:
| Nombre         | Deporte   | Competición             |
| -------------- | --------- | ----------------------- |
| Oro            |           |                         |
| Plata          |           |                         |
| Antonio Watson | Atletismo | 200 Metros M            |
| Bronce         |           |                         |
| Ackera Nugent  | Atletismo | 100 Metros con Vallas F |

- Datos: Q57584978
- Multimedia: Jamaica at the 2018 Summer Youth Olympics / Q57584978